# Санта Кроче дел Санио
Санта Кро̀че дел Са̀нио (на италиански: Santa Croce del Sannio) е село и община в Южна Италия, провинция Беневенто, регион Кампания. Разположено е на 689 m надморска височина. Населението на общината е 991 души (към 2010 г.).